# ユリカモメ
ユリカモメ （百合鴎、学名：Chroicocephalus ridibundus）は、チドリ目カモメ科に分類される鳥類の一種である。

## 分布
ユーラシア大陸北部やイギリス、アイスランドなどで繁殖し、冬は南下しヨーロッパ、アフリカ、インド、東南アジアへ渡りをおこない越冬する。北アメリカ東海岸に渡るものもいる。
日本では冬鳥として、北海道から南西諸島まで広く渡来し、小型のカモメ類の大半が本種である。ただし、北海道では厳冬期にはほとんど見られなくなる。主に、全国の海岸や河川、沼地などに普通に渡来する。
国際自然保護連合（IUCN）により、軽度懸念（LC）の指定を受けている。1992年に多摩動物公園が、ユリカモメで繁殖賞を受賞した。

## 形態
全長は約40 cm。翼開張は約93 cm。足とくちばしは赤色。夏羽は頭部が黒褐色になる（英名:Black-headed Gull）。冬羽は頭部が白く、目の後ろに黒い斑点があるのが特徴。ズグロカモメと似ているが、ズグロカモメのくちばしは黒色で本種よりずっと短い等の違いで識別できる。

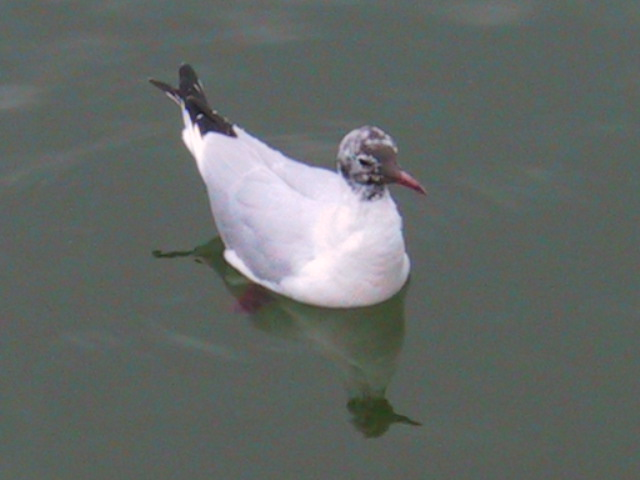
夏羽と冬羽が混じった状態。4月、福岡市大濠公園にて
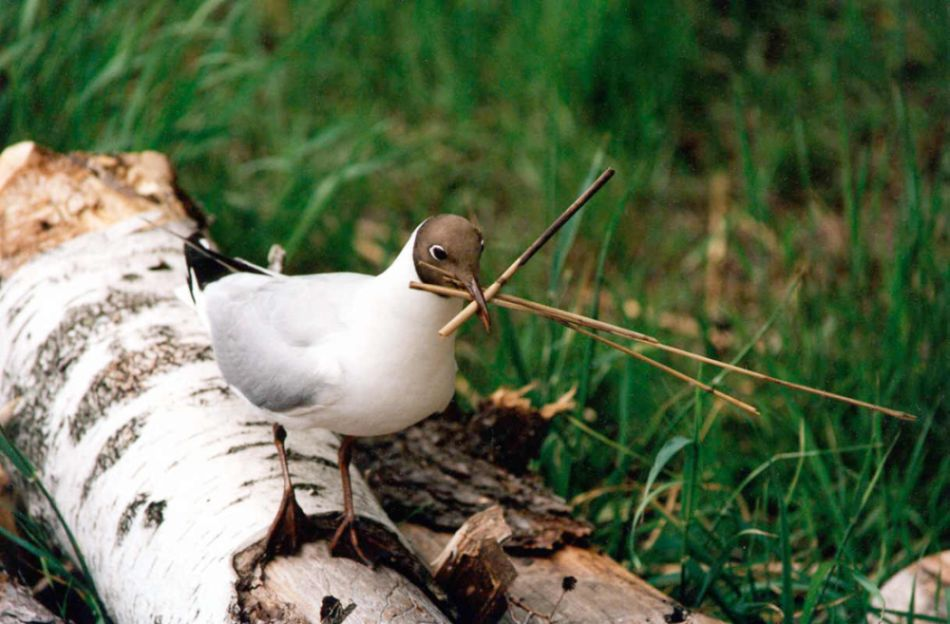
夏羽、営巣地にて
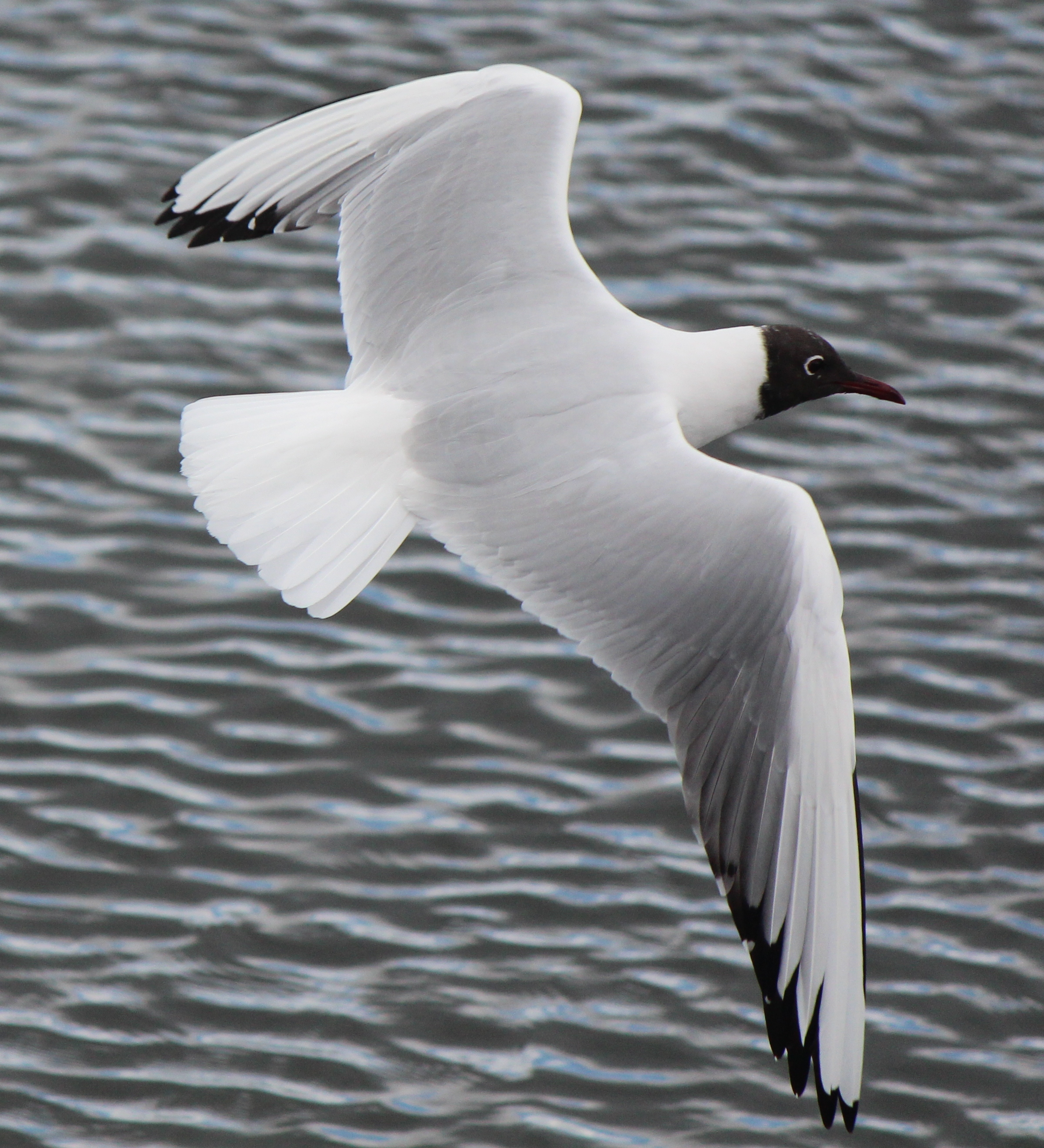
飛ぶ姿（夏羽）
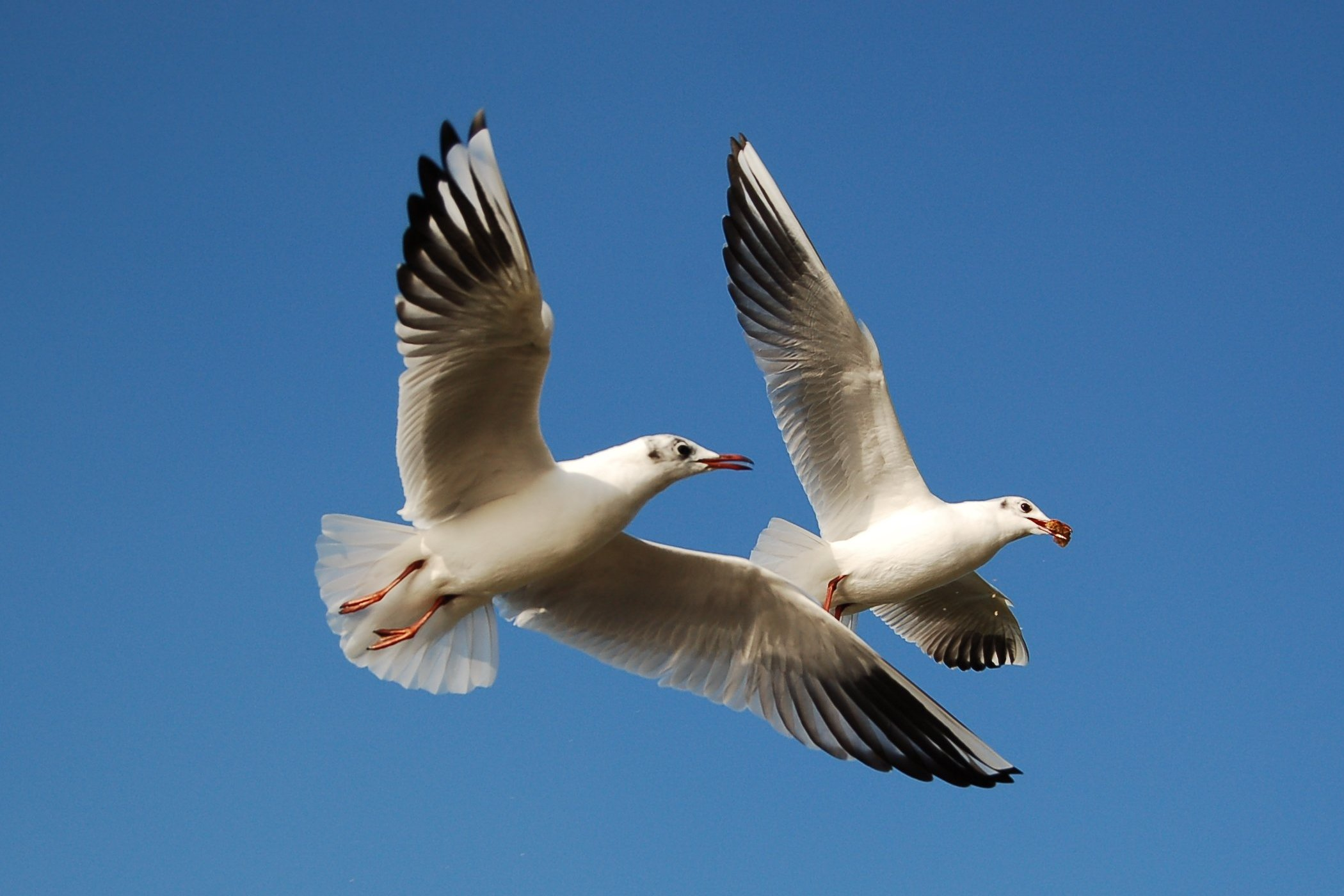
飛ぶ姿（冬羽）

## 生態
海岸、内陸の湖沼や河川に比較的大規模な群を作り生活する。大きな河川では河口から10 km以上も遡る。夜は海に戻り、沖合のいかだなどを塒とする。京都市の鴨川でも多くの個体が観察される。鴨川のものは比叡山上空を通過し、琵琶湖で夜を過ごす。基本的にはカモメ科と同じく魚や甲殻類、オキアミを食べるが、カモメ科としては珍しく様々な環境に対応できるので雑食性で、近くに水草が生えている河川や池では昆虫や雑草の種子などを食べ、港では不要な捨てられた魚を食べ、時には人の食べ物や売られている魚を横取りすることも少なくない。その他に市街地や農村では人のゴミをあさるので同じく餌場にいるカラスなどの他の鳥と取り合いなどの喧嘩をすることもある。昼間は常に餌場近くにおり、夜間はこれとは異なる海上や湖で過ごす。
栃木県では、1974年以降、本種の記録が著しく増加している。宇都宮市と真岡市鬼怒川の記録によると、渡来時期は主に4月と10－11月であり、渡りのときには内陸部を通過しているものと思われる。
夏に繁殖するため、日本では基本的に営巣しない。

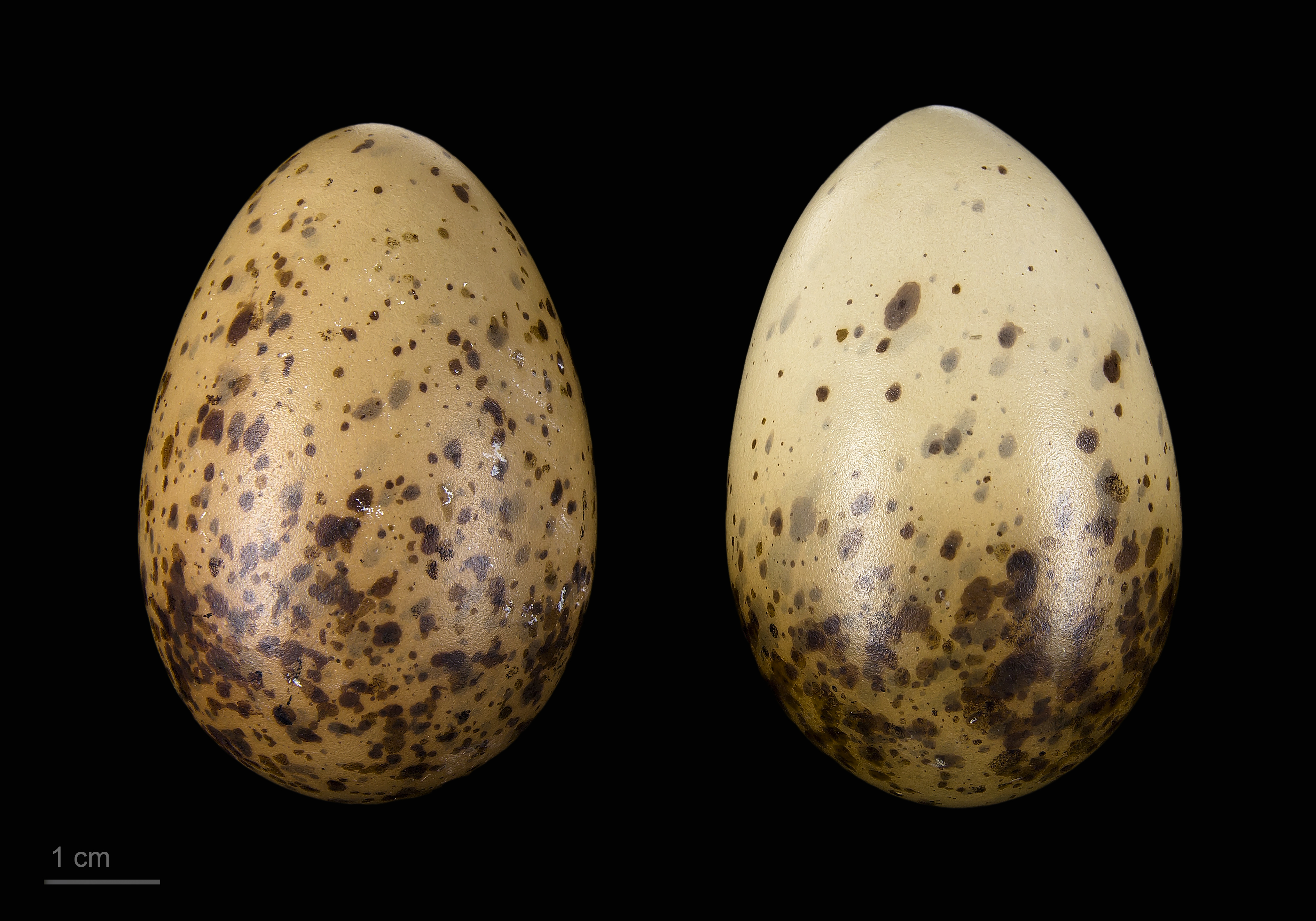
卵

## 「都鳥」
日本の古典文学に登場する「都鳥」は、現在の和名がミヤコドリ (Haematopus ostralegus) である鳥ではなく、ユリカモメを指すとする説が有力である。
その根拠として、『伊勢物語』の「九段 東下り」が示される。

なほゆきゆきて、武蔵の国と下つ総の国との中に、いと大きなる河あり。それをすみだ河といふ。（中略）さるをりしも、白き鳥の嘴と脚と赤き、しぎの大きさなる、水の上に遊びつつ魚を食ふ。京には見えぬ鳥なれば、みな人見知らず。渡しもりに問ひければ、「これなむ都鳥。」と言ふを聞きて、『名にし負はばいざこと問はむ都鳥わが思ふ人はありやなしやと』とよめりければ、舟こぞりて泣きにけり。

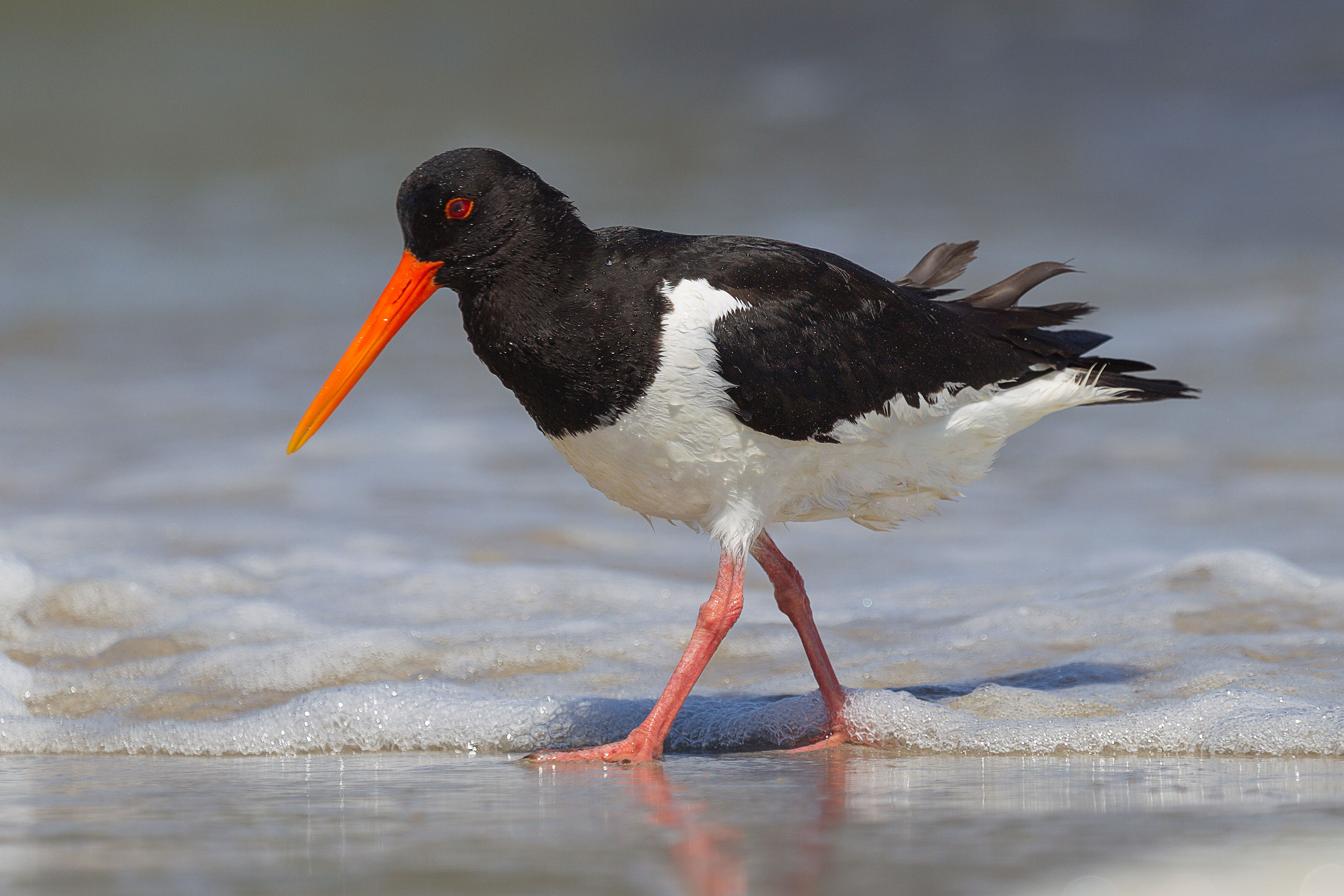
ミヤコドリ

このように、「都鳥」は「隅田川にいる鳥で、体が白く、嘴と脚が赤い、シギ程度の大きさ、魚を食べる水鳥」とされているが、この条件に当てはまる鳥としてはユリカモメが最も近い。そのため、「都鳥＝ユリカモメ」と推定されている。なお、ミヤコドリは嘴と脚が赤いものの体色は黒（腹部を除く）であり、英語名(Oystercatcher)の通り、食性はカキなどの貝類を食べる。このように両者は異なる。
なお、現在の京都ではユリカモメは鴨川などで普通に見られるありふれた鳥であるが、鴨川に姿を見せるようになったのは、1974年のことである。それ以前は「京には見えぬ鳥」であった。

## 自治体の鳥
以下の自治体が「自治体の鳥」に定めている。
- 東京都
  - 東京都品川区
- 埼玉県春日部市
- 静岡県焼津市
- 三重県四日市市
  - 三重県楠町 - 四日市市に編入され消滅。
- 福井県敦賀市
- 滋賀県大津市
- 徳島県那賀川町 - 阿南市に編入され消滅。
- 福岡県福岡市